# Houtaing
Houtaing, Houtaing-lez-Ath (nld. Houthem, pcd. Houtaing-lez-Ât) – dzielnica (section) miasta Ath w Belgii, w Regionie Walońskim, w prowincji Hainaut, w okręgu Ath. 1 stycznia 2020 roku liczyła 641 mieszkańców. Do 31 grudnia 1976 samodzielna gmina.

## Demografia
Liczba mieszkańców, stan na 1 stycznia:
| Rok                | 1930 | 1961 | 2020 |
| ------------------ | ---- | ---- | ---- |
| Liczba mieszkańców | 612  | 538  | 641  |